# زبابة طويلة الذيل
زبابة طويلة الذيل (الاسم العلمي: Sorex dispar) (بالإنجليزية: Long-tailed Shrew)‏ هي نوع من الثدييات يتبع جنس الزبابة من الفصيلة الزبابات         .	